# Lingua sumera

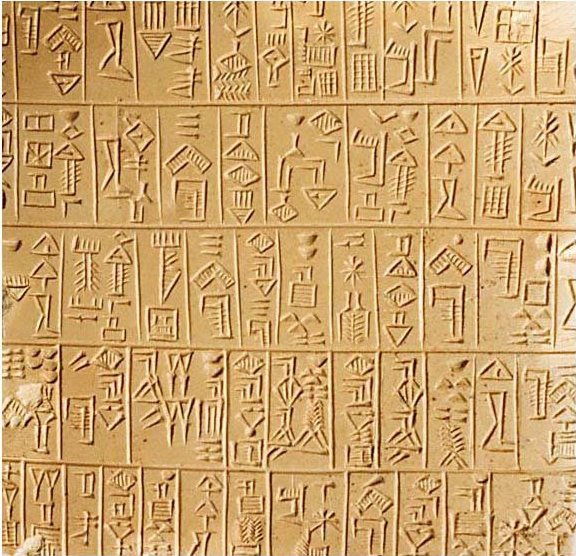
Documento del XXVI secolo a.C. con la lista delle offerte fatte alle più importanti sacerdotesse di Adab in occasione della loro nomina

Il sumero o sumerico (cuneiforme: 𒅴𒂠 EME.ĜIR15 o emengi(r), "lingua nativa") è la lingua del popolo dei Sumeri; non ne è ancora stata dimostrata alcuna parentela con altre lingue, ed è considerata una lingua isolata. È una lingua ergativa (come ad esempio il basco) e agglutinante (come il turco). Dove la lingua sumera sia nata originariamente non è chiaro.
Se i Sumeri sono immigrati nel territorio alluvionale della Mesopotamia, la lingua era forse sorta già da prima. La scrittura è nata tuttavia solo dopo la loro immigrazione. In epoca storica tuttavia la lingua sumera era parlata nella Mesopotamia meridionale almeno dal IV millennio a.C.
Il sumero fu sostituito dall'accadico come lingua parlata a partire dal 2000 a.C. circa, ma si continuò ad usarla come lingua sacra di carattere cerimoniale e scientifico almeno fino al I secolo d.C. Da questo periodo hanno origine tavolette in terracotta con coppie di parole in sumero e in accadico, che rende accessibile al ricercatore la lingua sumera.

## Storia
La scrittura sumera ebbe origine nella Bassa Mesopotamia (nell'attuale Iraq), nel corso della rivoluzione urbana verificatasi nel sito di Uruk, oggi noto con il nome Warka. La classica datazione della nascita della scrittura (Uruk IVb, 3300 a.C.) è il frutto di una semplice media aritmetica della forbice cronologica fornita dall'équipe archeologica diretta da Hans J. Nissen (datazione alta, 3600 a.C.; datazione bassa, 2900 a.C.). Le ricerche più recenti sul sito di Uruk fanno però propendere per una datazione decisamente alta sia dell'inizio del periodo di Uruk (3750 a.C., secondo J. D. Forest) che della nascita della relativa scrittura (3600-3500 a.C.). Le stesse tavolette di Tărtăria (cfr. J. Makkay) rinvenute presso Alba Iulia, in Romania, e datate attorno al 3500 a.C., che l'assiriologo A. Falkenstein ha ritenuto di poter leggere in sumerico, potrebbero essere un ulteriore indizio a favore della maggiore antichità della scrittura di Uruk.

### Origine
Il sito di Uruk ci ha lasciato un tipo di scrittura che, insieme alla pressoché contemporanea scrittura protoelamica di Susa, rappresenta un vero e proprio unicum nel panorama delle cosiddette "prime scritture". La nascita della scrittura avvenne parallelamente anche in Egitto ma nella Bassa Mesopotamia come a Susa fu il risultato delle condizioni economiche e sociali, che nell'epoca considerata, erano tali da spingere ad un significativo progresso culturale. Infatti vi era una gestione dei raccolti e una forte dominante teocratica che richiedeva uno strumento più complesso in grado di registrare e contabilizzare. L'origine elitaria sembra comunque essere preponderante, in quanto la scrittura non si diffuse mai tra la gente, ma fu sempre retaggio di un distinto gruppo sociale (gli scribi appunto).
Ma la correlazione tra economia e sviluppo della scrittura non è ritenuta necessaria, se questo è stato vero per la civiltà mesopotamica non lo è stato per l'antico Egitto, dove la scrittura si sviluppò per uso rituale legato ai culti, né per la Cina dove la scrittura nacque come strumento di divinazione. Il fatto che in Mesopotamia la scrittura si sia evoluta dalla contabilità per necessità economiche ci fa sentire questa civiltà particolarmente vicina alla nostra, moderna, che pure è basata sull'economia.
Denise Schmandt-Besserat descrive lo sviluppo della scrittura in Mesopotamia attraverso una serie di fasi che dall'8000 a.C. fino al 2000 a.C. ha portato da forme di contabilità e protoscrittura ad una letteratura compiuta.
In breve questi i passaggi:
- 8000 a.C. - utilizzo di piccoli contrassegni di argilla per indicare unità reali, per esempio: un cilindro per una misura di grano, una sfera per un animale. Questo sistema restò in uso per cinquemila anni ed i contrassegni si differenziarono per distinguere ogni tipo di merce.
- 3500 a.C. - utilizzo di cretule, cioè di contenitori di argilla sferici all'interno dei quali venivano posti i contrassegni in modo da documentare produzioni e scambi affinché le merci non potessero venir trafugate. Sulle cretule erano posti i sigilli dei mercanti interessati alla transazione oltreché impresse tipologie e numero dei contrassegni contenuti, a scopo mnemonico o per identificazione. Il contrassegno è fisicamente impresso sull'argilla in modo da lasciare una impronta.
- 3300 a.C. - non si usano più i contrassegni, invece si incidono segni sulle tavolette di argilla, un segno per ogni quantità di merce.
- 3100 a.C. - invenzione del simbolo numerico astratto, sulle tavolette si incide un numero astratto seguito da un simbolo che rappresenta la merce trattata. Per esempio, per indicare otto pecore, invece di incidere otto simboli indicanti la pecora, si incideva un simbolo per il numero 'otto' ed un simbolo per 'pecora'.
- 3000 a.C. - si incidono fonogrammi, cioè segni semplici che, indicando oggetti reali, prendevano però la funzione di trascrivere il suono della parola. Per esempio, "uomo" si pronunciava 'lu' e "bocca" 'ka', leggendo insieme i simboli "uomo" e "bocca" si pronuncia un nome di persona 'lu'-'ka', Luca.
- 2700 a.C. - dopo secoli di uso esclusivo in contabilità la scrittura è utilizzata in oggetti deposti nelle tombe, indicando i nomi delle persone di rango, ciò si spiega con la credenza sumerica che pronunciando ad alta voce il nome del defunto si permettesse all'anima di questi di continuare a vivere nell'aldilà.
- 2600 a.C. - negli oggetti funebri, oltre al nome appaiono anche preghiere agli dei, utilizzando frasi con soggetti, verbi e complementi
- 2400 a.C. - trascrizione delle gesta di un re.
- 2000 a.C. - la scrittura completamente sviluppata è usata per redigere testi ad ogni uso: amministrativo, legale, scolastico, religioso, letterario e poetico.

### Scrittura
La scrittura sumerica, come poi la successiva scrittura mesopotamica, si basava sull'uso di cunei come simboli grafici per la scrittura, per una semplice esigenza: il supporto era formato da tavolette di argilla su cui si imprimevano dei segni mediante uno stilo appuntito. Quindi il segno era dovuto a pressione ed incisione e non a scorrimento, come invece accadeva sui papiri. Questo condizionò la nascita dei segni grafici che, a differenza di quelli egizi, erano fortemente stilizzati. Quindi la scrittura sumerica nasceva di per sé stessa già astratta e poco legata ai pittogrammi tipici ad esempio nella scrittura geroglifica egiziana.

### Origine dei segni
Le teorie più diffuse sono la "teoria pittografica" e la "teoria economica dei gettoni d'argilla", a cui si possono aggiungere alcune teorie secondarie, tra cui quella della Hertz.

#### Teoria economica dei gettoni d'argilla
Si è sempre pensato che gli ideogrammi usati in epoca sumerica avessero un'origine economica e nascessero dall'esigenza di "contabilità" e di "inventario" per i templi e per i loro immensi possedimenti terrieri. In base alla teoria di D. Schmandt-Besserat, si ritiene che gli ideogrammi di Uruk fossero la riproduzione di più antichi calculi o gettoni d'argilla presenti in gran quantità nel Vicino Oriente fin dall'8000 a.C.
I gettoni d'argilla neolitici e protostorici studiati dalla Besserat avevano la funzione di memorizzare la qualità e la quantità dell'oggetto scambiato (olio, vestiti, ecc.). In una fase successiva, i gettoni vennero sigillati all'interno di bullae d'argilla di forma sferica e, infine, si ebbe l'idea di disegnare sulla superficie della bulla il segno (ad es. un cerchio) che ricordasse la forma del gettone corrispondente (ad es. una sfera). A quel punto, era pronto il passaggio finale: scomparvero le bullae d'argilla e si cominciò a disegnare gli stessi segni su più pratiche tavolette d'argilla. La teoria della Besserat appare del tutto coerente, ma per essere considerata valida a tutti gli effetti dovrà sapersi confrontare con due tipi di considerazioni. La prima riguarda la funzione stessa dei calculi neolitici. In base allo studio di quanto emerso dagli scavi del sito di Abada, Forest ritiene che i calculi neolitici «[…] non avessero alcun rapporto con la pratica della prestazione/ridistribuzione». La seconda, e forse più decisiva considerazione, riguarda il rapporto tra gettoni e segni di scrittura impressi sulle tavolette. Come ha fatto giustamente notare R. Harris, considerato che soltanto «una trentina di segni sumeri sembrano avere un equivalente nei gettoni, […] il principale punto debole della teoria è che essa non dà una spiegazione per la gran parte dei 1.500 segni sumeri».

#### La teoria pittografica
La teoria pittografica ritiene che nella scrittura sumerica ci siano rapporti con i segni astratti impressi nei sigilli neolitici della zona che tendevano già in epoca antica a rappresentare con simboli concetti più complessi. I sigilli erano come dei rulli che venivano fatti ruotare su tavole di argilla lasciando impressi segni che indicavano il proprietario (in genere il tempio) e altre informazioni utili.

#### La teoria di Hertz
Venne formulata negli anni '20 e '30 dall'archeologa Amelia Hertz. Secondo questa, gli ideogrammi delle scritture dell'Asia anteriore (sumerica e protoelamica) ebbero un'origine comune: gli ideogrammi astratti dipinti sulle ceramiche tardo neolitiche di Susa I e II (Elam). È una teoria completamente diversa, svincolata sia dalla genesi pittografica che da quella economica della scrittura sumerica, ed è collegabile unicamente all'arte astratta preistorica e protostorica (cfr. A. Hertz e M. Gimbutas). L'intento di Hertz è certamente arduo e forse troppo azzardato.

## Fonologia

### Consonanti
|           |                | Bilabiali | Alveolari | Postalveolari | Velari |
| --------- | -------------- | --------- | --------- | ------------- | ------ |
| Nasali    | Nasali         | m         | n         |               | ŋ      |
| Occlusive | sorde          | p         | t         |               | k      |
| Occlusive | sorde aspirate | pʰ        | tʰ        |               | kʰ     |
| Fricative | Fricative      |           | s         | ʃ             | x      |
| Affricate | sorde          |           | t͡s        |               |        |
| Affricate | sorde aspirate |           | t͡sʰ       |               |        |
| Vibranti  | Vibranti       |           | ɾ         |               |        |
| Liquide   | Liquide        |           | l         |               |        |

Le consonanti esplosive d e g, e talvolta anche b, r e ẖ, š nella sillaba ES non vengono pronunciate in fine di parola.
In paleosumerico -m ed -n finali sono nasalizzate.
Nella lingua sumera non vi è distinzione tra consonanti sorde e sonore, come del resto in tutte le antiche lingue del Medioriente. Si pensa infatti che tale fenomeno sia stato introdotto dalle lingue semitiche soltanto dopo il II millennio a.C.

## Grammatica
Caratteristiche fondamentali della lingua sumerica sono:
- ergatività e agglutinazione (che la distinguono nettamente dalle lingue indoeuropee e semitiche)
- suddivisione della frase in due parti ben distinte: una catena nominale e una catena verbale, entrambe soggette a precise regole di composizione (vedi infra).

### Ergatività
Nelle lingue ergative non c'è una distinzione morfologica tra soggetto e oggetto (come invece avviene in lingue indoeuropee come il latino o il greco, dove si oppongono nominativo e accusativo), ma esiste un diverso tipo di opposizione morfologica tra ergativo e assolutivo. In queste lingue il soggetto di un verbo transitivo dotato di complemento oggetto, che abbia quindi il valore di agente, sarà marcato dal caso ergativo, mentre il paziente, o oggetto dell'azione, sarà nel caso assolutivo. Ma anche il soggetto di un verbo intransitivo sarà nel caso assolutivo, caratterizzandosi perciò come paziente. Si possono quindi avere due tipi di proposizioni in sumero:
- a un partecipante (paziente)
- a due partecipanti (paziente ed ergativo/agente)

In sumero il caso marcato è l'ergativo, segnalato dalla desinenza "-e", mentre l'assolutivo è non-marcato, privo cioè di desinenza (da cui il nome), che qui si indicherà come "-ø".
Esempi:
- lugal-e é-ø mu-un-dù

Il re (erg.) la casa (assol.) ha costruito.
- é-ø ba-ab-dù

La casa fu costruita

### Agglutinazione
Le lingue agglutinanti (come la lingua finlandese o la lingua turca) si contrappongono alle lingue dette flessive come quelle semitiche ed indoeuropee. Queste ultime, come la lingua latina ad esempio, declinano ("flettono" appunto) le desinenze in modo tale che uno stesso morfema possa indicare una molteplicità di valori morfo-sintattici all'interno di una sequenza linguistica. Ad esempio la desinenza latina "-us" veicola contemporaneamente i seguenti valori: maschile, nominativo, singolare; così come la desinenza "-am" può indicare: femminile, accusativo, singolare.
Nelle lingue agglutinanti invece ogni morfema indica un singolo valore morfo-sintattico: così in sumerico la desinenza "-ene" indicherà il plurale per la classe delle persone, senza però veicolare alcuna informazione sul genere o sul valore sintattico della parola cui ci si riferisce; la particella "-ak" indica invece il genitivo senza specificare ulteriormente né genere, né numero. I nomi quindi non saranno flessi, bensì si aggiungeranno alla radice di base tutte le particelle necessarie ad esprimere funzione, genere e numero della parola nella frase.
Es.
- "(il) re" = lugal
- "(i) re" = lugal-ene
- "dei re" = lugal-ene-ak

### Nome
Il nome sumerico non si distingue formalmente dal verbo, entrambi sono fissi ed immutabili: né il nome si declina, né il verbo si coniuga. Per quanto riguarda la natura del sostantivo, esso è normalmente monosillabico, eventualmente bisillabico e molto raramente trisillabico.
I nomi primari (come dingir, "dio") sono pochi, ed è per questo che il sumero ha dovuto ricorrere a degli espedienti per ampliare un patrimonio di parole di per sé ristretto. La cosa si chiarisce se si pensa all'origine della scrittura cuneiforme che all'inizio esprimeva solo oggetti.
Una prima soluzione consiste nell'unione di più parole. Es.
- ur-sag (uomo + testa) = "eroe"
- dumu-sag (figlio + testa) = "primo figlio, primogenito"
- ki-nú (posto + giacere) = "stanza da letto, letto"
- gal-zu (grande + sapere) = "saggio"

La lingua originariamente poteva esprimere solo oggetti concreti. Per produrre, da questi, termini astratti è possibile far precedere la particella nam-. Es.
- lugal (re) --> nam-lugal = "regalità"
- dingir (dio) --> nam-dingir = "divinità"

#### Numero
Esistono due numeri: singolare e plurale. Il plurale può avere valore collettivo, ossia di unità di gruppo, determinativo, generalizzante (inclusivo), distributivo (singole unità) e qualitativo.

#### Genere
In sumero non esistono generi, ma due classi di nomi: animati (o socialmente attivi), che comprendono persone, dèi, esseri e cose personificate, e inanimati (o socialmente passivi), ossia animali, cose, pensieri e plurali collettivi.

#### Caso
Il nome sumero è agglutinante, per cui non si declina ma vi si aggiungono suffissi, con valore di indicatore, per delineare il numero e il caso.
Il numero plurale si rende con il suffisso -ene aggiunto al tema.
| Caso                   | Singolare   |
| ---------------------- | ----------- |
| Assolutivo             | invariabile |
| Genitivo               | -a(k)       |
| Dativo                 | -ra, -e     |
| Ergativo               | -e          |
| Collettivo-strumentale | -da         |
| Ablativo               | -ta         |
| Locativo               | -a          |
| Locativo-terminativo   | -e          |
| Direzionale (allativo) | -e(še)      |
| Causale                | -akeš       |
| Equativo (comparativo) | -gĩ         |

Es. lugal-ene → dalla parola lugal (re) con suffisso -ene → (i) re
kalam-a(k) → dalla parola kalam (paese) con suffisso -a(k) → del paese
é-a → dalla parola e (tempio) con suffisso -a → nel tempio
imeš-(-a)-akeš → dalla parola imeš (sostanza) con suffisso -akeš → per motivo del fatto
Il plurale inoltre si può rendere con il suffisso -dili-dili (> didli), originariamente un sostantivo-apposizione, e -ẖa, un aggettivo.
Es. dub-ẖa → dalla parola dub (tavoletta) con suffisso -ẖa → molte tavolette
sa(g)-dub-dili-dili-a(k) → letteralmente dub <tavoletta>, sa(g) <cuore>, quindi "persona", con suffisso -dili-dili e -a(k) → molte tavolette di (a) molte persone → una tavoletta a testa (ogni persona)

### Aggettivo
L'aggettivo non si differenzia dal nome, tranne talvolta per l'aggiunta del suffisso -a alla radice, in realtà proprio del participio.
Es. gal (o nun) → grande
kal(ag) (o anche kalag-ga) → forte
gul-a (o gu-la) → malato
In caso genitivo l'aggettivo è rimpiazzato da un nome con significato analogo.
Es. é-sig-ga, ossia casa in muratura (da é (casa) con aggettivo sig-ga (in muratura) ) → é-sig-a(k), ossia casa di mattone

### Pronome
I pronomi sono utilizzati talvolta per sostituire o ribadire un nome.

#### Pronome personale
I pronomi personali sono usati per evidenziare una persona. Si declinano seguendo i suffissi dei nomi.
|            | Singolare   | Plurale                        |
| ---------- | ----------- | ------------------------------ |
| 1° persona | gae, me/ gā | mẽdẽ                           |
| 2° persona | zae, zé/ zā | mẽzẽ                           |
| 3° persona | ane, ene    | anene, enene, (ẖ)ur (o ur), ne |

Es. zae → tu
mẽzẽ-ra → da mẽze (noi) con suffisso -ra → a noi

#### Pronome possessivo
|            | Singolare   | Plurale |
| ---------- | ----------- | ------- |
| 1° persona | -gu/ -mu    | -       |
| 2° persona | -zu         | -       |
| 3° persona | -a(ne), -bé | -bé     |

Es.

#### Pronome dimostrativo
I pronomi dimostrativi sono e(ne) e hur (o ur); inoltre esistono i suffissi -bé e più raramente -e con valore dimostrativo.

#### Pronome relativo
In sumero il pronome relativo è il suffisso -a.

#### Pronome interrogativo
Il pronome interrogativo sostituisce l'oggetto in una domanda. In sumero sono a'ba <chi?> e a'na (o te/ ta in neosumerico) <che cosa?>.
| Caso                   | Singolare     |
| ---------------------- | ------------- |
| Assolutivo             | a'ba, te/ ta  |
| Genitivo               | aba-a(k)      |
| Dativo                 | aba-ra, aba-e |
| Ergativo               | aba-e         |
| Collettivo-strumentale | aba-da        |
| Ablativo               | aba-ta        |
| Locativo               | aba-a         |
| Locativo-terminativo   | aba-e         |
| Direzionale (allativo) | aba-e(še)     |
| Causale                | aba-akeš      |
| Equativo (comparativo) | aba-gĩ        |

Es. aba-ta → a'ba con suffisso -ta → per mezzo di chi?
| Caso                   | Singolare     |
| ---------------------- | ------------- |
| Assolutivo             | a'na          |
| Genitivo               | ana-a(k)      |
| Dativo                 | ana-ra, ana-e |
| Ergativo               | ana-e         |
| Collettivo-strumentale | ana-da        |
| Ablativo               | ana-ta        |
| Locativo               | ana-a         |
| Locativo-terminativo   | ana-e         |
| Direzionale (allativo) | ana-e(še)     |
| Causale                | ana-akeš      |
| Equativo (comparativo) | ana-gĩ        |

Es. ana-a(k) → a'na con suffisso -a(k) → di che cosa?

### Verbo
Il verbo sumero è composto da un tema, la radice semantica, a cui vengono aggiunti prefissi e suffissi per coniugarlo.

#### Numero
Esistono due numeri: singolare e plurale.

#### Modi
Possono essere aggiunti al massimo sei prefissi e due suffissi al tema verbale, ognuno dei quali ha un preciso valore logico.
1° - 2° - 3 - 4° - 5° - 6° - Tema - 1° - 2° - 3°
In 2ª posizione si possono aggiungere i prefissi i- (o ĩ- ), mu- o al-, di cui non si conosce l'esatto valore. I prefissi dalla 3ª alla 5ª posizione hanno valore locativo.
Esistono sette modi: indicativo, voluntativo (o desiderativo), asseverativo, suppositivo (o della richiesta), negativo, proibitivo, modo dell'affermazione (o del desiderio categoricamente negativo). In aggiunta esiste l'imperativo, che però si forma soltanto dall'aggiunta di suffissi.
Ogni modo può avere un aspetto perfettivo, ossia esprimere un'azione già compiuta (preterito), o esprimere un aspetto imperfettivo, ossia un'azione incompiuta (presente).

##### Indicativo
L'indicativo esprime un'azione reale e certa.
In sumero il modo indicativo coincide con il tema del verbo.

##### Voluntativo
Il modo voluntativo (o desiderativo) esprime un desiderio o una volontà, ed è usato soltanto con la 1ª persona.
Si forma con l'aggiunta del prefisso hé- o ga- al tema.

##### Asseverativo
L'asseverativo esprime una dichiarazione. Si rende con il prefisso na- o ša- aggiunto al tema.

##### Suppositivo
Il modo suppositivo esprime una richiesta.
Si forma con il prefisso ú- aggiunto al tema verbale.

##### Negativo
Il modo negativo si usa per esprimere una negazione. Si forma con l'aggiunta del prefisso nu- al tema.

##### Proibitivo
Il modo proibitivo esprime una proibizione o un divieto. Si rende con il prefisso nã- aggiunto al tema.

##### Affermazione o desiderio negativo
Esprime un'affermazione personale e soggettiva.
Si forma con il prefisso bara- aggiunto al tema.

##### Sostantivo verbale
Il sostantivo verbale coincide con il tema verbale quando esprime un participio presente, mentre si rende con il tema con l'aggiunta del suffisso -a quando ha valore relativo.
La forma in -a esprime quindi il participio passato, un nome d'azione o un nome di stato.
Es. dù (costruire) → costruente (che costruisce o che ha costruito)
dù-a → dal tema dù (costruire) con suffisso -a → costruzione (costruito); ciò che si riferisce a chi costruisce o alla costruzione
L'aggiunta del suffisso -ed (o -e(d) ) al sostantivo verbale esprime probabilmente un'azione incompiuta o imminente, o un supino attivo (finale) per la forma in -a.
Es. tar-re (tar-e(d) ) → dal tema tar (tagliare) con suffisso -e(d) → ciò che è destinato ad essere tagliato (destino)
túm-mu-da (túm-ed-a) → dal tema túm (portare) con suffissi -ed e -a → al fine di portare (ciò che deve essere portato)

### Sintassi
Regola fondamentale della catena nominale è che ogni elemento della parte nominale della proposizione occupa un posto fisso e che deve essere ripreso negli infissi della catena verbale (tra le due catene esiste infatti una ferrea concatenazione).
La catena nominale si compone di sei elementi:
| Posizione | Contenuto                            |
| --------- | ------------------------------------ |
| 1         | sostantivo                           |
| 2         | aggettivo                            |
| 3         | genitivo                             |
| 4         | suffisso pronominale III pers. sing. |
| 5         | segno del plur. classe delle persone |
| 6         | posposizione segnacaso               |

Il genitivo è l'unico caso a non essere richiamato nella catena verbale.
Esempio 1:
| uru                  | gal    | a  |
| -------------------- | ------ | -- |
| città                | grande | in |
| 1 + 2 + 6            |        |    |
| "Nella grande città" |        |    |

Esempio 2:
| uru                           | gal    | en-lil-lá | ak | a  |
| ----------------------------- | ------ | --------- | -- | -- |
| città                         | grande | Enlil     | di | in |
| 1 + 2 + 3 + 6                 |        |           |    |    |
| "Nella grande città di Enlil" |        |           |    |    |

Le caratteristiche agglutinanti della lingua sumera e la sua regolarità rendono la lingua potenzialmente adatta ad una formalizzazione della grammatica per applicazioni automatiche.

## Sistema di scrittura
La lingua sumera è probabilmente la prima lingua per cui sia stato inventato un metodo di scrittura. Si è conservata in scrittura cuneiforme su tavolette di terracotta e su altri oggetti come ad esempio statue, che sono state trovate con scavi archeologici in Mesopotamia. Originariamente la scrittura cuneiforme è stata utilizzata come sistema di segni ideografici (ossia ad ogni segno corrispondeva una parola). Nel corso del tempo si è poi sviluppata una rappresentazione in sillabe, nella quale alcuni segni rendevano il suono di una sillaba. Questo principio sillabico è rimasto tuttavia una caratteristica secondaria rispetto al principio ideografico.

## Esempio

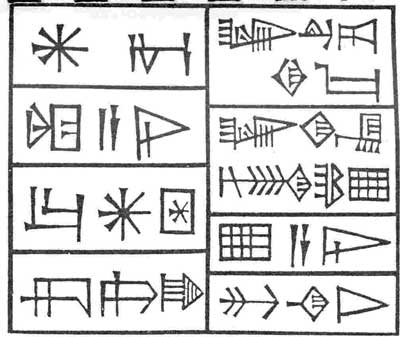
CT XXI, pl. 3, No. 90015

L'iscrizione che si analizza qui sotto è riprodotta nell'immagine a fianco. Per la decifrazione dei segni si consideri che ad ogni simbolo corrispondono esattamente le "sillabe" o parole del testo traslitterato qui sotto, così come separate dai trattini "-".
| 1 | dinanna                   | A Inanna               |
| 2 | nin-a-ni (-ra)            | sua signora            |
| 3 | urdnammu                  | Urnammu                |
| 4 | nita-kala-ga              | colui che è forte      |
| 5 | lugal-uri5 (ŠEŠ.AB)ki-ma  | re di Ur               |
| 6 | lugal-ki-en-gi-ki-uri-ke4 | re di Sumer e di Akkad |
| 7 | é-a-ni                    | la sua casa            |
| 8 | mu-na-dù                  | per lei ha costruito   |

Questa iscrizione di dedica è così composta:
1. dativo di dedica
2. ergativo (soggetto)
3. oggetto
4. verbo

- La prima parte dinanna nin-ani sottintende la particella finale -ra indicatrice del dativo: si tratta di una dedica alla divinità Inanna. La sequenza è quindi composta dalle seguenti parti: 1 + 1 (nin è infatti apposizione di Inanna) + 3 + (6). La piccola d prima del nome della divinità è un determinativo che serve ad indicare che quello che segue è un nome divino (d sta per dingir, che in sumerico significa appunto "dio").
- La seconda parte è più complessa. Ci troviamo qui di fronte a colui che compie l'azione: Urnammu re di Ur. La -e dell'ergativo si trova alla fine dell'espressione che designa il sovrano, compresi apposizioni e aggettivi: si tratta infatti della e del -ke4 della riga 6. Il nome di Urnammu è un nome composto da un nome divino: questo giustifica la d a esponente a metà del nome. nita-kala-ga: nita significa "uomo", kal-ga viene dal verbo kalag che significa "essere forte", la -a finale in -ga indica il participio passivo. Quindi qui tradurremo "uomo che è forte" cioè "colui che è forte". lugal-uri5 (ŠEŠ.AB)ki-ma: in questa espressione, apposizione di Urnammu, la -a finale è l'-ak del genitivo che per motivi legati all'imperfezione del sistema di scrittura cuneiforme viene scritto senza la k finale; si tratta qui quindi del "re di Ur (Urim in sumero). Da notare che il nome della città di Ur viene fatto seguire dal determinativo ki che serve per indicare nomi di luogo. lugal-ki-en-gi-ki-uri-ke4 è ancora una volta un'apposizione di Urnammu: il ke4 finale va scomposto come -ak-e, cioè segnacaso del genitivo + segnacaso dell'ergativo. Urnammu è quindi anche re (lugal) di ki-en-gi e di ki-uri, cioè di Sumer e di Akkad, parte meridionale e settentrionale della Mesopotamia. Si noti ancora una volta il segno ki che indica i nomi di luogo.
- é-a-ni si tratta dell'oggetto e quindi avrà come segnacaso -ø, cioè niente. ani è il pronome possessivo di III pers. sing. ("suo/a"). Qui tradurremo quindi con "la sua casa" (cioè la casa della dea).
- mu-na-dù: nell'ultima parte analizziamo il verbo. La radice è dù che significa "costruire". Davanti ci sono due segni che hanno solo valore morfologico. mu- è prefisso di coniugazione che sottolinea l'interesse dell'agente nei confronti dell'azione compiuta. Segue poi -na-: si tratta di un infisso che riprende le parti della catena nominale. Esso deve essere scomposto come n+a: la a sta ad indicare il dativo ("a Inanna") e la n indica che si tratta di una persona (in questo caso una divinità) e non di una cosa. La traduzione sarebbe quindi "costruì per lei". Teoricamente all'interno della catena verbale ci dovrebbe essere anche un infisso relativo alla catena nominale dell'ergativo (Urnammu, l'agente): possiamo così ricostruire la forma verbale nel modo che segue > mu-n+a-n-dù in cui la seconda n rappresenta l'elemento dell'ergativo, classe delle persone.